# Gisela Mauz
Gisela Mauz (* 25. August 1939 in Königsberg; † 2. März 2013 in Münster) war eine deutsche Künstlerin der Art brut.

## Leben
Gisela Mauz wurde 1939 in Königsberg geboren. Sie gehörte einer bürgerlichen Familie an und studierte Germanistik, Romanistik sowie Kunstgeschichte. Später gründete sie eine Familie. Mauz litt unter einer psychischen Erkrankung, diese führte zu schweren Krisen und sie musste sich mehrfach in stationäre Behandlung begeben. 2007 zog sie in eine Wohngemeinschaft im Wohnbereich des Alexianer-Krankenhauses Münster. Dort wurde sie künstlerisch gefördert und begann zu malen.
Gisela Mauz starb am 2. März 2013 in Münster.

## Werk
Mauz bewegte sich viel in der Natur und auf ausgedehnten Spaziergängen sammelte sie Eindrücke, die sie in ihren Werken verarbeitete. Ihre bevorzugten Motive waren Landschaften und Pflanzen, die sie vorwiegend mit farbigen Kreiden in einer ausdrucksstarken Strichführung auf Papier brachte. Sie kombinierte spannungsgeladen eine expressive Darstellung mit ruhigen, klassischen Motiven.
Ihre Werke werden regelmäßig im Kunsthaus Kannen ausgestellt, auch war sie beteiligt an der Ausstellung Wo versteckt sich das Geheimnis? 2023 der Kunstakademie Münster. Mauz wird im Buch von Lisa Inckmann / Karin Wendt: Das Kunsthaus Kannen Buch. Kunst der Gegenwart – Art Brut und Outsider Art, Alexianer Münster (Hg.), Bielefeld: Kerber 2016, beschrieben.